# Eldorádó
Pour plus de détails, voir Fiche technique et Distribution.
Eldorádó est un film hongrois réalisé par Géza Bereményi, sorti en 1988.

## Fiche technique
- Titre : Eldorádó
- Réalisation : Géza Bereményi
- Scénario : Géza Bereményi
- Pays d'origine : Hongrie
- Genre : drame
- Date de sortie : 1988

## Distribution
- Károly Eperjes : Monori Sándor
- Judit Pogány : Monoriné
- Enikő Eszenyi : Monori Marika
- Barnabás Tóth : Valkó Imi
- Péter Andorai : Berci
- Péter Gothár : Sofõr
- Lili Monori